# Шёнбург-Глаухау, Александр фон
Александр, граф Шёнбург-Глаухау, известный в профессиональном плане как Александр фон Шенбург (англ. Alexander, Count of Schönburg-Glauchau; род. 15 августа 1969 года) — немецкий журналист и писатель. После отречения от титула своего старшего брата Карла он стал главой графской ветви княжеского дома Шёнбург.

## Ранняя жизнь и семья
Александр родился в 1969 году в Могадишо, Сомали, в семье Йохима фон Шёнбург-Глаухау (1929—1998), и его первой жены, графини Беатрикс Сеченьи де Шарвар-Фельшевидек (род. 1930). 
Он самый младший из четырех детей от этого брака, после братьев и сестер Майи (род. 1958), Глории (род. 1960) и Карла-Альбана (род. 1966). Их родители развелись в 1986 году. Впоследствии отец Александра женился на Урсуле Цвикер, и от этого союза родилась дочь Анабель Майя-Фелиситас.
Во второй половине 1960-х годов профессия отца Александра как иностранного корреспондента вывезла семью в Того. Позже они переехали в Сомали, а в 1970 году вернулись жить в Германию. После этого семья жила в Мекенхайме, в Рейнской области. После воссоединения Германии в 1990 году отец Александра вернул себе владения семьи в Саксонии, которые были отобраны у них после Второй мировой войны. В последующие годы он был избран в Бундестаг.
Сестры Александра, Майя и Глория, вышли замуж за богатых законодателей моды: Майя была замужем за меценатом Мика Флика (род. 1944) до их развода в 1993 году, в то время как мужем Глории был Иоганнес, 11-го князя Турн и Таксис (1926—1990), вплоть до его смерти в 1990 году. Младший брат его отца, граф Рудольф («Руди», род. 1932), женился в 1971 году на принцессе Марии Луизе Прусской (род. 1945), и сменил принца Альфонсо фон Гогенлоэ-Лангенбург в качестве директора? Марбелья Клаб Отель, аристократического курорта.

## Деятельность в качестве журналиста и писателя
К 1999 году Александр фон Шёнбург был широко известен как член одной из так называемых пятерок популярной культуры, вместе с Кристианом Крахтом, Экхартом Никелем, Бенджамином фон Штукрад-Барре и Иоахимом Бессом. Он работал внештатным журналистом и публиковался в таких изданиях, как Esquire, Die Zeit, швейцарское периодическое издание Die Weltwoche и Vogue.
В 2005 году он был главным редактором журнала lifestyle Park Avenue. В 2006 году он покинул эту должность, его заменил Андреас Петцольд . Он продолжает писать как колумнист и немецкий корреспондент для Vanity Fair и Bild-Zeitung, среди прочих.
Александр является автором нескольких книг на немецком языке, в том числе бестселлера 2005 года Die Kunst des stilvollen Verarmens («Искусство стильно беднеть»), в котором он обсуждал уроки дефицита после многих лет декаданса. Некоторые из его других названий книг, прочитанных на английском языке, — «Энциклопедия лишних вещей» и «Все, что вы когда-либо хотели знать о королях, но боялись спросить».

## Династическая деятельность
В 1995 году его старший брат Карл-Альбан женился на простолюдинке и официально отказался от своих прав династического наследования . Таким образом, Александр стал признанным преемником семейного главенства своего отца. После смерти их отца в 1998 году он стал главой графской ветви бывшего суверенного дома Шенбург.
Как член дома Шёнбургов, Александр исторически имеет право на стиль обращения Ваше Высочество . Хотя немецкое законодательство прекратило признание статуса или стилей дворянских домов в 1919 году, исторические титулы отныне стали их законными фамилиями.

## Брак и дети
30 апреля 1999 года Александр Шёнбург-Глаухау женился на принцессе Ирине Гессенской (род. 1971, Мюнхен) на гражданской церемонии в Берлине. Они поженились 29 мая 1999 года в Хойзенштамме, Гессен. Новая графиня Шёнбург-Глаухау Ирина, второй ребенок принца Карла Адольфа Андреаса Гессенского (р. 1937, Берлин) и его венгерской жены, графини Ивонн Шапари фон Мурашомбат, Сечишигет унд Шапар (р. 1944, Будапешт). Бабушкой и дедушкой Ирины были принц Кристоф Гессенский и его жена принцесса София Греческая и Датская, старшая сестра принца Филиппа, герцога Эдинбургского, супруга Елизаветы II. Она троюродная сестра Доната, ландграфа Гессенского.
У супругов трое детей:
- Графиня Мария-Летиция Иоланта (род. 2001)
- Граф Максимус Кароль Иоахим Мария (род. 2003, Берлин)
- Граф Валентин Поликарп Йозеф Мария (род. 2005, Берлин)

Хотя Ирина Гессенская и ее дети, происходящие от королевы Великобритании Виктории через ее внучку принцессу Маргариту Прусскую, ландграфиню Гессенскую, лишены права наследования британского престола, потому что они католики.

## Известные опубликованные работы
- Das Beste vom Besten. Ein Almanach der feinen Lebensart (mit Reinhard Haas und Axel Thorer). Econ, Düsseldorf 1989, ISBN 978-3-430-13733-1
- No. 1. Die besten Seiten des Lebens von A-Z (mit Reinhard Haas und Axel Thorer). Econ, Düsseldorf ISBN 978-3-612-26037-6
- In Bruckners Reich. Erzählung. In: Christian Kracht (Hrsg.): Mesopotamia. Ernste Geschichten am Ende des Jahrtausends. DVA, Stuttgart 1999, ISBN 978-3-421-05191-2
- Tristesse Royale: Das popkulturelle Quintett mit Joachim Bessing, Christian Kracht, Eckhart Nickel, Alexander v. Schönburg und Benjamin v. Stuckrad-Barre, hrsg. von Joachim Bessing. Ullstein, Berlin 1999, ISBN 978-3-548-31226-2
- Karriere. Theaterstück. Hannover, 2001
- Der fröhliche Nichtraucher. Wie man gut gelaunt mit dem Rauchen aufhört. Rowohlt Taschenbuch, Reinbek 2003, ISBN 978-3-499-61660-0
- Die Kunst des stilvollen Verarmens. Wie man ohne Geld reich wird. Rowohlt Berlin, Berlin 2005, ISBN 978-3-87134-520-3
- Lexikon der überflüssigen Dinge. Rowohlt Berlin, Berlin 2006, ISBN 978-3-87134-543-2
- Alles was Sie schon immer über Könige wissen wollten aber nie zu fragen wagten. Rowohlt Berlin, Berlin 2008, ISBN 978-3-87134-604-0